# Jack M. Bickham
Jack Miles Bickham, né le 2 septembre 1930 à Columbus, Ohio, et mort le 25 juillet 1997, est un auteur américain de roman western, de roman policier et de littérature d'enfance et de jeunesse. Il a également publié sous les pseudonymes de Jeff Clinton, John Miles et Arthur Williams.

## Biographie
Il fait carrière pendant de nombreuses années comme reporter et rédacteur-adjoint pour des journaux de l’Oklahoma. De 1969 à 1979, il enseigne le journalisme à l’Université d'Oklahoma.
Sa carrière littéraire s’amorce en 1948 avec une nouvelle policière publiée sous le pseudonyme d’Arthur Williams. Dix ans plus tard, en 1959, il fait paraître sous son patronyme un premier roman western intitulé Feud Fury. L’essentiel de son œuvre est dès lors consacré à ce genre, avec notamment la série de Wildcat O’Shea qu’il signe du pseudonyme de Jeff Clinton. Il emploie aussi le pseudonyme de John Miles pour la publication de romans policiers appartenant au genre du thriller. À partir des années 1970, il donne quelques œuvres de littérature d'enfance et de jeunesse.
Il meurt d'un cancer du système lymphatique en 1997.

## Œuvre

### Romans

#### Série westernWildcat O’Sheasignée Jeff Clinton
- The Fighting Buckaroo (1961)
- Wildcat’s Rampage (1962) Publié en français sous le titre Les Colères du Chat-Tigre !, Paris, Gallimard, coll. Série noire no 1667, 1974
- Wildcat’s Revenge (1964)
- Wanted: Wildcat O’Shea (1966) Publié en français sous le titre Le Clochard de Redrock, Paris, Librairie des Champs-Élysées, coll. Le Masque-Western no 121, 1974
- Wildcat Takes His Medicine (1966) Publié en français sous le titre Le Texan, Paris, Gallimard, coll. Série noire no 1200, 1970
- Wildcat On the Loose (1967)
- Watch Out for Wildcat (1968) Publié en français sous le titre Gare au Chat-Tigre !, Paris, Gallimard, coll. Série noire no 1706, 1975
- Wildcat Against the House (1969)
- Build a Box for Wildcat (1969) Publié en français sous le titre La Piste du Chat-Tigre !, Paris, Gallimard, coll. Série noire no 1618, 1973
- Bounty on Wildcat (1971)
- Hang High, O’Shea ! (1972)
- Wildcat Meets Miss Melody (1973)
- Wildcat’s Claim to Fame (1983)

#### Série westernCharity Ross
- The War on Charity Ross (1967)
- Target: Charity Ross (1968)

#### Autres romans signés Jack M. Bickham
- Feud Fury (1959)
- Gunman’s Gamble (1959)
- Gunmen Can’t Hide (1961)
- The Useless Gun (1961)
- The Padre Must Die (1967)
- The Shadowed Faith (1968)
- Decker’s Campaign (1970)
- Jilly’s Canal (1971) Publié en français sous le titre Jilly et son canal, Paris, Librairie des Champs-Élysées, coll. Le Masque-Western no 204, 1978
- Ambush Vengeance (1971)
- Sheriff’s Campaign (1971)
- Dopey Dan (1972)
- Baghdad Defections (1973), en collaboration avec Beverly Keller
- Texas Challenge (1974)
- A Boat Named Death (1975)
- Twister (1976)
- The Winemakers (1977)
- The Excalibur Disaster (1978)
- Katie, Kelly and Heck (1980) Publié en français sous le titre La Vallée de la vache folle, Paris, Librairie des Champs-Élysées, coll. Le Masque-Western no 129, 1975
- Regensburg Legacy (1980)
- I Still Dream About Culumbus (1982)
- Killer’s Choice (1982)
- Ariel (1984)
- Miracleworker (1987)
- Hangman’s Territory (1988)
- Day Seven (1988)
- Murder at Oklahoma (1998), publication posthume

### Signés  Jeff Clinton
- Emerald Canyon (1974)
- Showdown at Emerald Canyon (1975)
- Kane’s Odyssey (1976)

### Signés  John Miles
- Trouble Trails (1963)
- The Night Hunters (1973) Publié en français sous le titre Une ville paisible, Paris, Librairie des Champs-Élysées, Le Masque no 1387, 1975
- The Silver Bullet Gang (1974)
- The Blackmailer (1974)
- Operation Nightfall (1975), en collaboration avec Tom Morris Publié en français sous le titre Les Pirates du crépuscule, Paris, Gallimard, Super noire no 43, 1976

### Littérature d’enfance et de jeunesse
- The Apple Dumpling Gang (1971) Publié en français sous le titre Le Gang des chaussons aux pommes, Paris, Hachette, coll. Bibliothèque verte, 3e série, 1977
- Baker’s Hawk (1974) Publié en français sous le titre L’Affrontement, Paris, Éditions G.P., coll. Super 1000 no 150, 1977 ; réédition de la même traduction sous le titre Le Faucon de Billy Baker, Paris, Le Livre de poche jeunesse no 25, 1980
- Dinah, Blow Your Horn (1979)
- All the Days Were Summer (1981)

### Autres publications
- Writing Novels That Sell (1989)

### Nouvelle isolée signée Arthur Williams
- Being a Murderer Myself (1948)

## Sources
- Jacques Baudou et Jean-Jacques Schleret, Le Vrai Visage du Masque, Volume 1, Paris, Futuropolis, 1984, p. 307 (John Miles).
- Claude Mesplède et Jean-Jacques Schleret, SN Voyage au bout de la noire, Paris, Futuropolis, 1982, p. 83 (Jeff Clinton) et p. 272 (John Miles).